# Sucralosio
Il sucralosio è un dolcificante artificiale. Nell'Unione europea è conosciuto anche col nome di E955. È 600 volte più dolce del saccarosio, cioè all'incirca il doppio più dolce della saccarina e quattro volte più dolce dell'aspartame. Viene prodotto per clorurazione selettiva dello zucchero, ovvero mediante la sostituzione selettiva di tre dei gruppi idrossilici dello zucchero da cucina (saccarosio) con altrettanti atomi di cloro, producendo così 1,6-dicloro-1,6-dideossi-β-D-frutto-furanosil 4-cloro-4-deossi-α-D-galattopiranoside o C12H19Cl3O8. A differenza dell'aspartame questo composto è termostabile (non si degrada col calore) ed è insensibile ad un'ampia gamma di pH. Può quindi essere usato per i dolci da forno o in prodotti che richiedono di conservarsi a lungo.

## Storia
Il sucralosio è stato creato nel 1976 da Leslie Hough e da un giovane chimico indiano, Shashikant Phadnis, scienziati del Tate & Lyle, in collaborazione con i ricercatori del Queen Elizabeth College (ora parte del King's College di Londra).
L'uso del dolcificante è stato approvato prima in Canada (nome commerciale Splenda) nel 1991. Successivamente approvato in Australia nel 1993, in Nuova Zelanda nel 1996, negli Stati Uniti nel 1998, e nell'Unione europea nel 2004. Nel 2006, risulta approvato in più di 60 paesi, incluso Brasile, Cina, India e Giappone. Tate & Lyle producono il sucralosio in una fabbrica a McIntosh (Alabama). Altre fabbriche sono in costruzione a Jurong, Singapore. Viene usato per produrre dolciumi, merendine, bevande analcoliche. Il sucralosio mischiato con maltodestrine e destrosio come agenti di massa (entrambe prodotte dal grano), viene venduto internazionalmente dalla McNeil Nutritionals con il marchio Splenda. Negli Stati Uniti e in Canada, questo prodotto si trova sempre più anche nei ristoranti, accanto alla saccarina e all'aspartame.

## Confezioni e conservazione
Il sucralosio viene quasi sempre venduto in confezioni in cui viene addizionato con polveri da taglio e altri dolcificanti in modo da ottenere un prodotto che abbia, a parità di potere dolcificante, all'incirca lo stesso volume e la stessa consistenza dello zucchero. Questo perché il sucralosio è quasi 600 volte più dolce dello zucchero da tavola. Inoltre, in forma di prodotto puro e asciutto, il sucralosio è meno stabile alle alte temperature di quanto non sia in miscuglio o in soluzione con le maltodestrine.

## Uso nei prodotti di marca
Il sucralosio si trova in più di 4500 prodotti alimentari (cibi e bevande). Si utilizza in sostituzione, o in combinazione con altri dolcificanti artificiali come l'aspartame, l'acesulfame potassico o lo sciroppo di mais ad alto tenore di fruttosio.

## In cucina
Il sucralosio è il dolcificante artificiale più stabile esistente attualmente sul mercato, tanto che è possibile usarlo in molte ricette rimpiazzando completamente lo zucchero. Come detto nel paragrafo sulle confezioni, quando è venduto in forma granulare viene mescolato con altri composti in modo da poterlo sostituire allo zucchero mantenendo le quantità della ricetta originale. Le ricette che richiedono più di una tazza di zucchero (in ambiente anglosassone le ricette sono sempre espresse non in peso, come da noi, ma come volume, la tazza, appunto. Una tazza equivale a circa 280 mL), oppure quelle in cui lo zucchero da cucina serve come attivatore della lievitazione non possono essere sostituite completamente da sucralosio con buoni risultati. Lo stesso vale se è richiesta la capacità di scurire, come nei caramelli, che il sucralosio non possiede. In questi casi meglio sostituire con prodotti composti da miscela di sucralosio e zucchero da cucina (saccarosio).

## Sicurezza
Il sucralosio è stato accettato da vari organismi regolatori con competenze sulla sicurezza alimentare a livello nazionale e internazionale, tra cui lo U.S. Food and Drug Administration (FDA), il Joint Food and Agriculture Organization/World Health Organization Expert Committee on Food Additives, The European Union's Scientific Committee on Food, il Health Protection Branch of Health and Welfare Canada e il Food Standards Australia-New Zealand (FSANZ). La dose accettabile di ingestione giornaliera di sucralosio ammonta a 9 mg/kg del peso corporeo. (Si noti che lo Splenda è per lo più una maltodestrina)
Per determinare la sicurezza del sucralosio, il FDA ha fatto riferimento a dati provenienti da più di 110 studi su uomini e animali. Molti di questi studi erano mirati a identificare possibili effetti tossici tra cui la carcinogenicità, danni all'apparato riproduttivo e al sistema nervoso. Nessuno di tali effetti è stato riscontrato sull'uomo, e l'approvazione da parte del FDA si basa sull'accertamento che il sucralosio è adatto al consumo umano.
Dubbi sulla sicurezza del consumo di sucralosio sono stati sollevati a proposito di presunti effetti sul timo, una ghiandola molto importante per il sistema immunitario. Una relazione del NICNAS cita due studi sui ratti, entrambi i quali rilevavano "una significativa diminuzione del peso del timo" a certe dosi. I dosaggi di sucralosio, riportati nella relazione del NICNAS, che provocano danni al timo sono 3000 mg/kg bw/giorno per 28 giorni. Per un uomo di 80 kg, ciò significa l'assunzione per 28 giorni di 240 grammi di sucralosio, equivalenti a più di 20000 bustine al giorno per circa un mese. La dose richiesta per causare qualunque risposta immunitaria è di 750 mg/kg bw/giorno, o 60 grammi di sucralosio al giorno, più di 5000 bustine di Splenda al giorno (ci sono 11,9 mg di sucralosio in 1g di Splenda al dettaglio). Questi studi sono stati presi in considerazione dagli organismi di controllo prima di concludere che il sucralosio sia sicuro.
Gli atomi di cloro sono legati al carbonio covalentemente nella molecola di sucralosio, rendendola un clorocarburo. Molti clorocarburi sono tossici; tuttavia, il sucralosio è differente perché è estremamente insolubile nei grassi e non si accumula nei lipidi come molti degli idrocarburi clorurati. Inoltre, il sucralosio non si scinde o declorura.
Recentemente, l'Istituto Ramazzini di Bologna ha rilasciato alcune dichiarazioni secondo cui il sucralosio potrebbe essere causa di leucemie. Lo studio si basa su un campione di 843 ratti a cui sono state somministrati dosi del dolcificante. Il CSPI (Center for Science in the Public Interest) americano ha pertanto declassificato il sucralosio da "safe" (sicuro) a "caution" (da consumare con cautela) e a febbraio 2016 il CSPI ha declassato ulteriormente il sucralosio da "caution" a "avoid" (da evitare).
Il grosso del sucralosio ingerito non supera il tratto gastrointestinale ed è direttamente espulso con le feci mentre solo il 11-27% viene assorbito. La quantità assorbita viene in larga parte rimossa dal circolo sanguigno dai reni ed espulso con le urine
Il sucralosio potrebbe essere pericoloso per la salute se scaldato. L’Istituto federale tedesco per la valutazione del rischio (Bfr) in un comunicato spiega che, in seguito a un riscaldamento pari a 120 °C, il composto inizia a liberare gli atomi di cloro che contiene. Il sucralosio si ottiene infatti per aggiunte successive (in sostituzione di gruppi OH)  di tre atomi di cloro alla molecola del saccarosio, ma il legame, pur essendo stabile, è sensibile al calore e si scinde. Il rilascio dà origine a diossine, furani e, in particolare, a policloro-dibenzo-diossine o PCDD, dibenzofurani e cloropropanoli, composti ritenuti non sicuri.
Non è adatto ai soggetti affetti da deficit di fruttosio 1,6-difosfatasi.

## Criticità e polemiche
Il sucralosio non può essere scomposto dal corpo umano, è persistente all'acqua e influenza il comportamento dei cianobatteri in acqua dolce e salata.
L'industria statunitense dello zucchero afferma che la pubblicità dello Splenda sia ingannevole ed ha inviato una protesta ufficiale alla Commissione Federale del Commercio. Attaccando lo slogan adottato dalla campagna promozionale dello Splenda "ha lo stesso sapore dello zucchero perché fatto con lo zucchero", la Sugar Association afferma che: "Lo Splenda non è un prodotto naturale. Non è coltivato, non cresce e non è presente in natura." In risposta la McNeil Nutritionals, il produttore dello Splenda, ribatte che la sua "pubblicità rappresenta i prodotti in maniera accurata e informativa conformemente alle regole sulle campagne promozionali applicate nei Paesi dove i prodotti Splenda sono commercializzati." L'associazione di consumatori Citizens for Health ha inviato una petizione alla FDA, in cui si chiede di sospendere l'approvazione dello Splenda in attesa di investigazione sugli effetti collaterali come i problemi allo stomaco e alla digestione. L'associazione dello zucchero statunitense ha anche creato un sito web dove porta avanti le sue critiche al sucralosio.
Il rivenditore di prodotti alimentari Whole Foods Market ha deliberato con atto ufficiale di non vendere prodotti contenenti sucralosio in nessuno dei suoi negozi. La motivazione principale di tale decisione sarebbe la sicurezza. Si è fatto notare come la maggior parte degli studi sia stata commissionata da organizzazioni con un interesse finanziario nell'approvazione del sucralosio. Un altro argomento portato dalla Whole Foods è che il sucralosio è altamente lavorato e che si tratta di un dolcificante artificiale. Pertanto non risponde alla politica della Whole Foods della promozione del cibo "reale".
Benché commercializzato negli Stati Uniti come "dolcificante senza calorie", il sucralosio contiene 96 calorie per tazza, circa 8 volte meno dello zucchero per unità di volume. La Splenda Granulare contiene 331 calorie, ma trattandosi di una maltodestrina, appartiene a una classe di sostanze prodotte derivate dagli amidi, ovvero dalla loro "digestione" (più propriamente dal processo di idrolisi), per cui, di fatto è come se il prodotto fosse già stato digerito e, quindi, né le calorie né i carboidrati risultano assimilabili dall'organismo per cui è adatto ai diabetici o per le diete ipoglicemiche.